# L'Arialda
L'Arialda è un'opera teatrale (una tragedia popolare) di Giovanni Testori, scritta nel 1960 e andata in scena - 
preceduta e seguita da accese polemiche e dopo una prima presentazione a Modena il 12 novembre - al Teatro Eliseo di Roma il 22 dicembre 1960, con un testo sottoposto a una settantina di sforbiciate al termine di una dura battaglia con la censura governativa che l'aveva giudicato osceno. La regia era di Luchino Visconti e facevano parte del cast gli attori Rina Morelli, Paolo Stoppa, Umberto Orsini, Pupella Maggio e Lucilla Morlacchi.
Lo spettacolo venne vietato ai minori di 18 anni e, dopo una cinquantina di repliche nella Capitale, approdò a Milano il 23 febbraio 1961 al Teatro Nuovo, ma poté essere rappresentato una sola volta a causa dell'immediato blocco ordinato dal Procuratore della Repubblica Carmelo Spagnuolo, lo stesso giudice che aveva censurato il film di Visconti Rocco e i suoi fratelli. Spagnuolo fece togliere l'opera dal cartellone «per turpitudine e trivialità», sequestrò il copione e sia Testori che l'editore Giangiacomo Feltrinelli vennero denunciati. La vicenda legale durò quattro anni e si concluse con l'assoluzione.

## Trama
Periferia di Milano, fine anni Cinquanta. La non più giovanissima camiciaia Arialda Repossi vive in una modesta casa con la madre vedova e il bellissimo fratello Eros, coinvolto in un giro di prostituzione maschile e tormentato dall'intera comunità per il suo amore omosessuale nei confronti del tenero Lino.
Dopo la morte dell'impotente fidanzato Luigi, Arialda cerca un suo riscatto a un presente misero e a un futuro senza grandi aspettative iniziando una relazione col ricco vedovo Amilcare Candidezza, padre di Gino e Stefano (detto Quattretti), che conducono una vita fatta di ricatti e tradimenti reciproci. Ma l'avvenente Gaetana (terrona spiantata) ruba il fidanzato ad Arialda che - esasperata dal niente che si ritrova in mano - decide di vendicarsi mandando la sua amica Mina, un'affascinante prostituta, a far innamorare Amilcare. Gaetana, disperata, finirà per suicidarsi; Lino muore in un incidente con la moto che gli aveva regalato l'amato Eros; Arialda, che resta sola e dilaniata dai rimorsi, pronuncia la battuta finale: E adesso venite giù, o morti. Venite. Perché, se i vivi sono cosi, meglio voi. Meglio la vostra compagnia. Venite tutti. E portateci nelle vostre casse. Là almeno queste quattro ossa avranno finito di soffrire e riposeranno in pace. Venite. Venite.

## Poetica
Quarto capitolo de I segreti di Milano, quest'opera mette in scena una tragedia plebea in cui anche i morti hanno un peso importante nella stesura drammaturgica: si lasciano rimpiangere, ma al contempo contribuiscono a consumare la tempra dei vivi, ne fiaccano i nervi, ne biasimano scelte, ne plasmano rinnovati desideri, ne acuiscono ventate di repentino malumore, portano a scatti d'ira veementi. Per la prima volta in Italia, veniva posto al centro della trama la legittimità dell'amore omosessuale, provocando uno scontro con la mentalità allora dominante nel Paese. I cattolici accusarono l'autore di essere fissato con l'eros, la stampa conservatrice insorse e appoggiò la tesi del magistrato che aveva sequestrato lo spettacolo: l'omosessuale era per definizione un «perverso», senza la capacità di amare in modo puro. Dalla parte opposta, dagli ambienti di Sinistra vennero mosse accuse di moralismo e persino di giansenismo. In tempi più recenti, alcuni critici hanno definito omofoba quest'opera (definita tragedia cattolica), in quanto ai personaggi omosessuali è riservato un destino tragico: il desiderio d'amore e di appagamento sessuale non potrà mai venire soddisfatto, per una sorta d'imperdonabile peccato originale.
L'idea di omosessualità come condizione tragica dell'individuo verrà ripresa da Testori in anni successivi in modo più palese, in parallelo all'apertura della società italiana al movimento per i diritti degli omosessuali: È come se qualcuno mi avesse calcato il dito sulla fronte mentre nascevo: il segno dell'unzione e insieme il segno del male. [...] Vivevo la mia diversità come dannazione ed espiazione, come destino che non potevo accettare. [...] Ho accettato la mia omosessualità con dolore e disperazione.